# Thomas Bonnin
Thomas Bonnin (* 10. Mai 1989 in Orléans) ist ein ehemaliger französischer Straßenradrennfahrer.
Thomas Bonnin wurde 2007 in der Juniorenklasse unter anderem Dritter beim Classique des Alpes sowie jeweils Dritter bei der Gesamtwertung der Route de l’Avenir und des Grand Prix Général Patton. In der Saison 2010 wurde er Zweiter der Gesamtwertung bei der Tour des Pays de Savoie und gewann beim Giro della Valle d’Aosta die vierte Etappe. Ende des Jahres fuhr er für das französische ProTeam Ag2r La Mondiale als Stagiaire.
Im Jahr 2011 erhielt er beim niederländischen Professional Continental Team Skil-Shimano seinen ersten Profivertrag. Zur Saison 2013 wechselte er zum deutschen Continental Team NSP-Ghost. Nach Auflösung des Teams zum Saisonende 2013 erhielt Bonnin keinen neuen Vertrag bei einem anderen internationalen Radsportteam.

## Erfolge
2010
- eine Etappe Giro della Valle d’Aosta